# Oberea heyrovskyi
Oberea heyrovskyi är en skalbaggsart som beskrevs av Maurice Pic 1927. Oberea heyrovskyi ingår i släktet Oberea och familjen långhorningar. Inga underarter finns listade i Catalogue of Life.